# 農民の家族
『農民の家族』 (のうみんのかぞく、仏: Famille de paysans dans un intérieur、英: Peasant Family in an Interior) は、フランスの画家ル・ナン兄弟のうちの1人または複数により1642年頃に制作されたキャンバス上の大きな油彩画である。20世紀の初めに発見され、ルーヴル美術館のカタログを作製したブリエールという研究者によると、ル・ナン兄弟のルイの作品だとされていたが、1978年のル・ナン兄弟の大回顧展では、美術史家ジャック・テュイリエによって兄弟の共作とされた。アントワーヌ・ル・ナン (1600年頃–1648年)、ルイ・ル・ナン (1603年頃–1648年)、マテュー・ル・ナン (1607年–1677年) は、17世紀のフランスで風俗画、肖像画、細密の肖像画を制作したが、彼らの様式が類似していること、密接な共同制作を行っていたこと、さらに彼らが名字だけで作品に署名したことにより、3人のうち誰が描いたかを特定するのは難しく、彼らはまとめて「ル・ナン」と呼ばれている。
作品はパリのルーヴル美術館に所蔵されている。

## 解説
17世紀のフランスの農民は戦争に加え、国王、領主貴族、聖職者らが取り立てる二重、三重の税により重い負担を強いられていた。農民たちの手元に残るのは、よくて収穫物の3分の1ほどで、その上たえず飢饉と疫病が農村を襲っていた。このような当時の農民の日常生活をむしろ静かな目で見つめて描いたのがル・ナン兄弟である。農民や職人を大地のような暗い色で描いた作品が多く、当時ヨーロッパ中に広まっていた、イタリア・バロック絵画の巨匠カラヴァッジョの作風に強く影響されたことは明らかである。
本作は、その大きさ、質、そして性格のために、ル・ナン兄弟の傑作の1つと見なされている。描かれているのは、夜にテーブルを囲み、暖炉脇で寛いでいる3世代の農民の家族である。窓から入る光が彼らの顔と質素な服の襞を照らしている。特定の人物の肖像ではなく、一般的な農民の姿であるが、それぞれの個性が感じられる。中央の父親は大きなパンを抱え、これから1片ずつ切って、家族に配ろうとしているところであろうか。このパンを別とすれば、テーブルにあるのは塩だけで、床に置かれたスープの壺は空のようである。左手の椅子に座る老母は、ワインの壺とグラスを持っている。家族のうちの何人かは、期待に満ちた目で鑑賞者の方を向いている。手前では犬と猫、そして一番幼い子供が地面に座っている姿が加わり、農夫の家族の日常の全容を想起させる。誰もがじっと黙っており、ただ少年の吹く堅笛の音と暖炉で木の燃える音だけが聞こえるだけである。
ル・ナン兄弟は、17世紀オランダ絵画やフランドル絵画の風俗画家たちと同じく日常生活をそのまま描いたように見えるかもしれないが、実は本作にはキリスト教的な意味が隠されている。パン、塩、ワインは、聖体の秘蹟を暗示するものなのである。画面の光は、イエス・キリストの託宣という精神的な啓示を想起させる。さらに、17世紀には、とりわけ聖ヴァンサン・ド・ポールの伝道に刺激され、説教の中では、貧しく困窮した人々はキリストの姿を連想させると説かれていた。彼らが対抗宗教改革のカトリックの精神性において特別な位置を占めていたことを思い起こす必要がある。